# Thamaga
Thamaga es una ciudad situada en el Distrito de Kweneng, Botsuana. Se encuentra a 40 km al oeste de Gaborone. Tiene una población de 21.471 habitantes, según el censo de 2011.
Thamaga alberga un reconocido centro artesanal de cerámica credo por la Iglesia Católica. Este proyecto de desarrollo rural se puso en marcha en 1974 por iniciativa de los misioneros.

El pueblo está dominado por grandes formaciones rocosas, siendo la más grande la colina de Thamaga. Thamaga es la segunda ciudad en el distrito tras Molepolole en tamaño y población. La mayoría de los residentes son de la tribu de Bakgatla-ba-ga-Mmanaana, y su tótem es el cercopiteco verde (kgabo) y la vaca del tan /blanco (colorante de Mmanaana). En los últimos 20 años se ha llevado a cabo una importante investigación arqueológica en los alrededores, y un equipo de la Universidad de California-Berkeley y la Universidad de Botsuana están llevando a cabo una investigación actualmente.